# Сомалийский галаго
Сомалийский галаго (лат. Galago gallarum) — примат семейства галаговые, встречающийся в Эфиопии, Кении и Сомали.

## Классификация
Впервые вид был описан Олдфилдом Томасом в 1901 году, после чего этот примат помещался в качестве подвида в состав вида сенегальский галаго (Galago senegalensis). В 1979 году, и позднее, в 1986, был поднят до ранга вида. Подвидов не образует.

## Описание
Среднего размера приматы, длина от 415 до 464 мм для самцов (в среднем 436) и от 380 до 442 мм для самок (в среднем 413). Средняя длина хвоста 259 мм для самцов и 246 мм для самок. Средняя длина задних конечностей 67 мм для самцов и 63 мм для самок. Средняя длина ушей 35 мм для самцов и 34 мм для самок.
Лицо и горло белые, уши, шерсть вокруг глаз и носа, а также хвост чёрные или тёмно-коричневые. Брюхо светлое, волоски на брюхе серые у основания с тёмно-жёлтыми кончиками.
Galago gallarum симпатричен сенегальскому галаго, отличаясь от него длиной задних конечностей, ступней, ушей и хвоста. Также различны среда обитания и вокализация.

## Распространение
Встречаются в Кении, Сомали и Эфиопии. В отличие от других видов галаго, населяют колючие кустарниковые заросли, покрывающие большие пространства в юго-западной Эфиопии, Кении (за исключением прибрежной зоны и зоны к востоку от озера Виктории) и Сомали от побережья Красного моря на юг до Кении.

## Поведение
Ночные древесные животные. Встречаются в различных видах кустарниковых зарослей (в основном различных видов акации). Образуют небольшие группы, часто ведут одиночный образ жизни. В помёте один детёныш.

## Статус популяции
Международный союз охраны природы присвоил виду охранный статус «Вызывает наименьшие опасения». Угроз популяции не выявлено. На большей части ареала плотность популяции чуть менее одной особи на гектар, однако на некоторых участках плотность доходит до четырёх особей на гектар.